# Zeebodem

Schematische weergave van de verschillende domeinen van de zeebodem. Langs de randen van continenten ligt het continentaal plat, dit gaat via de continentale helling en de continentale verheffing over in de abyssale vlakte. Vulkanische eilanden, troggen en mid-oceanische ruggen kunnen een uitzondering vormen in het reliëf van de oceaanbodem.

De zeebodem of oceaanbodem is het door zeewater bedekte deel van het aardoppervlak. De zeebodem bestaat uit de continentale marge langs de randen van de continenten, de eigenlijke oceaanbodem (de abyssale vlakte) en de oceanische troggen. De diepste zeebodems liggen in de bathyale en abysale zones van de waterkolom, het zijn zeer duistere gebieden, waar alleen gespecialiseerde organismen leven, die bestand zijn tegen de hoge druk.

## Zeebodemonderzoek
De zeebodem wordt onderzocht vanaf schepen met behulp van grijpers, sonar of seismische technieken, of door een speciale onderzeeboot, een bathyscaaf. Het meeste werk van oceanografen wordt verricht vanaf het zee-oppervlak, bijvoorbeeld door echoloodmetingen.

### Zeebodemdiepte
Uit echo-onderzoek blijkt dat de zeebodem net zoals het landoppervlak bergruggen, hoogvlakten, ravijnen en plateaus heeft. Het reliëf van de zeebodem is zelfs groter dan het reliëf op het boven water gelegen deel van het aardoppervlak. De Mount Everest zou op sommige plaatsen helemaal onder water kunnen verdwijnen en nog zou er 2 km water boven de top staan.
Langs de randen van de continenten ligt het minst diepe gedeelte van de zeebodem, dit wordt het continentaal plat genoemd en hoort nog bij het continent. Voorbeelden van zeeën die tot het continentaal plat behoren zijn de Noordzee, de Oostzee en de Oost-Chinese Zee. Het continentaal plat gaat via de continentale helling en de continentale verheffing over in de oceaan.
Het grootste gedeelte van de oceaanbodem ligt rond de 3 tot 4 km diepte en heeft relatief weinig reliëf. Dit wordt de abyssale vlakte genoemd. De vlakte wordt slechts onderbroken door vulkanen, die eilanden vormen of als ze niet boven het zeeniveau uitkomen guyots worden genoemd. Soms kunnen vulkanische eilanden in lange eilandketens voorkomen, een voorbeeld is Hawaï.
Alle oceanen worden doorkruist door langgerekte bergruggen, de mid-oceanische ruggen, waar de oceaanbodem slechts een tot twee kilometer diep ligt. Deze ruggen worden gevormd bij het uit elkaar bewegen van tektonische platen en zijn vulkanisch en seismisch actieve regio's.
De diepste delen van de oceanen zijn oceanische troggen, langgerekte ravijnen in de oceaanbodem, die veroorzaakt worden doordat een tektonische plaat ombuigt en zeer langzaam de aardmantel in beweegt (een proces dat subductie wordt genoemd). De diepste plaats op Aarde ligt in de Marianentrog op 11.035 meter. Slechts vijf oceanische troggen zijn meer dan 10 km diep.
De zeebodem wordt geleidelijk aan diep vanuit de kustvlakte. Vanaf de kust tot waar de diepte ongeveer 200 meter bereikt noemen we vlakzee. Hier is de zee rijk aan vis. Er komt plankton voor. Ook nog aardgas en aardolie. Vanaf vlakzee wordt de zeebodem abrupt diep. We noemen dit diepzee.
De ecologische zones die samenhangen met de diepte van de zee worden de Pelagische zones genoemd, er zijn verschillende zones gedefinieerd voor verschillende dieptes.

### Biotopen
Slechts een klein deel van de zeebodem ligt in de fotische zone, waar voldoende zonlicht doordringt voor fotosynthese door planten. Dit deel beperkt zich tot binnenzeeën en gebieden langs de kusten. De zeebodem wordt in de ecologie de bentische zone genoemd en heeft zijn eigen fauna.